# Amphipyra styx
Amphipyra styx är en fjärilsart som beskrevs av Herrich-Schäffer 1859. Amphipyra styx ingår i släktet Amphipyra och familjen nattflyn. Inga underarter finns listade i Catalogue of Life.